# 堆朱楊成
堆朱 楊成（ついしゅ ようぜい）は、南北朝時代から現代まで続く堆朱工で21代を数える。
- 初代－長充（ちょうじゅう） - （生没年不詳）足利氏の臣で1360年初めて堆朱を作る。義詮将軍よりから称賛され、元の名工張成と楊茂から一字ずつとり楊成の名と堆朱の姓を賜り、以後、代々楊成を名乗る。わが国堆朱彫の元祖。
- 2代－長辰（ちょうしん） - 足利義持に仕える。応永から嘉吉時代に存命。
- 3代－長貞（ちょうてい） - 足利義政に仕え、茶器を作る。長享年間に70代で死去。
- 4代－長嗣 - 応仁から明応時代に存命。
- 5代－長繁 - 文亀から永正時代に存命。
- 6代－長秀 - 大永から永禄時代に存命。
- 7代－長親 - 豊臣秀吉に仕えて茶器を作る。これを難波彫という。元和時代に鎌倉で死去。
- 8代－長宗 - 彫漆に厚貝、青貝をいれてほりあげた独自の作風で知られる。江戸へ出る。1654年8月24日に没。赤坂の常玄寺に葬り、以後、この寺を菩提所と定めた。
- 9代－長善承応時代に楊成を継ぐ。1680年8月13日に没。
- 10代－長是 - 徳川綱吉に仕え、以後代々徳川家に仕える。亨保4年まで37年間勤め、1719年4月26日に没。
- 11代－長盛 - 1719年に楊成を継ぐ。17年間徳川家に仕える。1735年9月30日に没。
- 12代－長韻 - 1735年に楊成を継ぐ。31年間徳川家に仕える。1765年5月22日に没。
- 13代－長利 - 1765年に楊成を継ぐ。15年間徳川家に仕える。1779年10月24日に没。
- 14代－均長 - 1780年に楊成を継ぐ。12年間徳川家に仕える。1791年6月23日に没。
- 15代－長蔭 - 1791年に楊成を継ぐ。21年間徳川家に仕える。1812年2月2日に没。
- 16代－長英 - 1811年に楊成を継ぐ。10年間徳川家に仕える。1848年11月8日に没。築地海岸寺に葬られる。
- 17代－長邦 - 1820年に楊成を継ぐ。中興開祖。晩年剃髪し浄友を号とした。41年間勤め。1858年8月11日に没。
- 18代－国平 - 通称は平八郎、のち平十郎。文久2年（1862年）、日光東照宮の修理に携る。1860年に楊成を継ぐ。明治維新で一時廃業。1890年3月8日に没。
- 19代－経長 - 18代の長男として日本橋・数寄屋町に1866年12月生まれる。幼名・好三郎。堆朱技法を研究し再興を計る。1896年11月8日に没。
- 20代 - （1880年8月28日 - 1952年11月3日）18代の次男として東京・根岸に生まれる。通称・豊五郎。兄19代に学び、絵画を佐竹永湖、彫技を石川光明に学ぶ。16歳で20代堆朱楊成を襲名。17歳で美術育英会の選考に合格し、向こう3年間の研究費を受けることとなった。23歳で東京美術学校長正木直彦の知遇を得る。27歳で東京勧業博覧会へ堆朱・堆青・堆黄の香合3種を出品し2等賞を受賞する。うち一点が宮内庁のお買い上げとなり、新聞紙上に掲載され、初めて楊成の名が世間に知られるようになった。43歳のとき、楊成作品を愛好する、長岡市の実業家井口庄蔵氏などが中心になり「楊成会」が組織され、楊成を積極的に後援した。47歳のとき帝展第四部（美術工芸）創設され出品、入選する。翌1928年緑綬褒章受章、その後、1933年帝展審査員、1937年より文展に出品、1946年より日展に出品、1950年日本芸術院会員。
- 21代 - 本名・克彦。1903年、20代の長男として生まれる。東京美術学校（現・東京芸大）を卒業して家業に従事し、後母校の茶道部師範も勤めた。1952年父20代の死去により21代を継承した。1978年10月2日に没。